# Pozytywka (film 1989)
Pozytywka (ang. Music Box) – amerykański thriller z 1989 roku w reżyserii Costy-Gavrasa, zrealizowany na podstawie scenariusza autorstwa Joego Eszterhasa. Film otrzymał Złotego Niedźwiedzia podczas 40. MFF w Berlinie.

## Fabuła
Węgierski imigrant Mike Laszlo (Armin Mueller-Stahl) od 37 lat mieszka w Stanach Zjednoczonych. Jest szanowany, a jego córka odnosi sukcesy jako adwokat. Pewnego dnia Laszlo zostaje oskarżony o kolaborację z hitlerowcami podczas II wojny światowej. Grozi mu deportacja. Obrony Mike’a podejmuje się jego córka Ann (Jessica Lange), która jest przekonana o niewinności ojca. W procesie zeznają kolejni świadkowie wstrząsających zbrodni z tamtych lat. Tymczasem prywatne śledztwo Ann przynosi zaskakujący wynik. Prawniczka zdobywa pozytywkę, należącą do zmarłego tragicznie przyjaciela ojca. Grająca skrzyneczka odsłania mroczną tajemnicę z przeszłości Mike’a.

## Obsada
- Jessica Lange − Ann Talbot
- Armin Mueller-Stahl − Mike Laszlo
- Frederic Forrest − Jack Burke
- Donald Moffat − Harry Talbot
- Lukas Haas − Mikey Talbot
- Cheryl Lynn Bruce − Georgine Wheeler
- Mari Töröcsik − Magda Zoldan
- J.S. Block − Sędzia Silver
- Sol Frieder − Istvan Boday
- Michael Rooker − Karchy Laszlo
- Elżbieta Czyżewska − Melinda Kalman

## Nagrody
- Oscar:
  - Jessica Lange − nominacja dla najlepszej aktorki pierwszoplanowej
- Złoty Glob:
  - Jessica Lange − nominacja dla najlepszej aktorki w dramacie
- Berlinale:
  - Costa-Gavras − Nagroda Główna Złoty Niedźwiedź
- Young Artist Award:
  - Lukas Haas − nominacja dla najlepszego młodego aktora drugoplanowego

## Zdjęcia
Zdjęcia realizowane były na terenie Węgier (Budapeszt) oraz Stanów Zjednoczonych (Chicago).